# American Society of Mechanical Engineers
Die American Society of Mechanical Engineers (ASME) ist ein Berufsverband der Maschinenbauingenieure in den USA. Der Verband mit Sitz in New York City wurde 1880 gegründet und umfasst rund 130.000 Mitglieder (Stand 2013). Außerhalb der USA unterhält ASME Büros in Belgien, China und Indien (Stand 2015).
Der Verband konzentriert sich auf
- die Förderung der Wissenschaft und Ingenieurtechnik durch die Durchführung von Kongressen und Symposien,
- die Weiterbildung durch Organisation von Kursen und Vortragsveranstaltung,
- die Erarbeitung von technischen Richtlinien und Standards,
- das Auditieren und Zertifizieren von Unternehmen gemäß der veröffentlichten ASME Regelwerke.

Die ASME ist in 37 Fachgesellschaften untergliedert, z. B. für Flugzeugbau, Werkstofftechnik, Nanotechnologie, (Kern-)Kraftwerkstechnik, Eisenbahntechnik, Wärmeübertragung, Strömungsmechanik, Druckbehälter- und Rohrleitungstechnik.
Zur ASME gehören Bezirksverbände auch in vielen Ländern außerhalb der USA. Ein Bezirksverband in Deutschland existiert derzeit nicht (Jahr 2005).
Im Druckbehälterbereich wird der ASME BPVC (ASME Boiler und Pressure Vessel Code) alle zwei Jahre neu herausgegeben. Zusätzlich veröffentlicht ASME Bücher und Zeitschriften wie das monatlich erscheinende Journal Mechanical Engineering.
In vielen Ländern der Welt werden ASME-Standards verwendet. Die Kenntnis und Anwendung dieser Standards ist deshalb auch für viele in Deutschland ansässige Firmen wichtig, um Waren und Dienstleistungen exportieren zu können. Ein Beispiel dafür ist das Stempeln eines Druckbehälters mit dem ASME Certification Mark und dem U-Designator. Dies gilt als Bestätigung, dass alle Anforderungen der ASME Code Section VIII, Division 1 für unbefeuerte Druckbehälter erfüllt sind. Drucktragende Bauteile mit dieser Art von ASME Zertifizierung können nur von Behälterherstellern gefertigt werden, die durch ASME alle drei Jahre auditiert werden. Auch zur Erfüllung der europäischen Druckgeräterichtlinie kann der ASME Code als Grundlage dienen. Druckgeräte, die somit europäischen als auch amerikanischen Standards entsprechen, können als einheitliche Produkte weltweit angeboten werden.
In Deutschland erfüllt der Verein Deutscher Ingenieure (VDI) in vielen Bereichen eine ähnliche Funktion wie die ASME.

## Wissenschaftliche Auszeichnungen
Von der ASME werden für hervorragende wissenschaftliche Leistungen verschiedene Preise und Medaillen verliehen, u. a.:
- Timoschenko-Medaille
- Rufus Oldenburger Medal
- Charles Russ Richards Memorial Award
- Daniel C. Drucker Medal
- Nadai Medal